# Uwe Holmer
Uwe Holmer (Wismar, 6 de fevereiro de 1929 – Serrahn, 25 de setembro de 2023) foi um pastor, autor e teólogo alemão. Holmer foi o chefe da Bibelschule Falkenberg de 1967 a 1983 e da Hoffnungstaler Stiftung Lobetal, uma clínica para moradores de rua e deficientes, de 1983 até sua aposentadoria na década de 1990. Ele era mais conhecido por acolher o ex-ditador da Alemanha Oriental Erich Honecker e sua esposa Margot depois que a Volkskammer confiscou a propriedade de Honecker.

## Início da vida
Holmer nasceu em 6 de fevereiro de 1929 em Wismar, Alemanha. Ele se juntou à Juventude Hitlerista, vendo isso como uma oportunidade de aprender coisas novas em um ambiente otimista e camarada. Quando adolescente, Holmer sofreu de problemas de saúde, enviando-o para uma clínica pulmonar por dez meses, onde fez amizade com um garoto mais velho que cuidou dele e lhe contou sobre Jesus. Essa experiência moldaria seu ministério posterior. Depois de se formar no ensino médio em 1948, Holmer estudou na Universidade de Jena para se tornar um ministro luterano. Embora Jena estivesse localizada na Alemanha Oriental soviética, a universidade ainda oferecia aulas de teologia ministradas por professores luteranos antinazistas. Holmer foi ordenado e se formou em 1955, tornando-se pastor em Leussow, no distrito de Ludwigslust, em Meclemburgo.

## Ministério
Quando sua família fugiu para a Alemanha Ocidental em 1953, Holmer ficou na Alemanha Oriental porque acreditava que precisaria de mais pastores. Ele foi pastor em Meclemburgo de 1955 a 1967 e chefe da Bibelschule Falkenberg perto de Berlim de 1967 a 1983. Holmer criticou a RDA, opondo-se à coletivização forçada da agricultura pelo governo. Como resultado, ele se tornou um alvo da Stasi. As posições políticas de Holmer impediram sua família de visitá-lo por um ano, e nenhum de seus filhos foi autorizado a frequentar a escola secundária, apesar de tirar boas notas. Holmer quase apelou à Comissão Europeia de Direitos Humanos em resposta, mas seu bispo o aconselhou a se conter, temendo que o estado fechasse sua escola bíblica. Em 1983, Holmer tornou-se chefe do Hoffnungstaler Stiftung Lobetal, um sanatório criado em 1905 para ajudar viciados, idosos, deficientes e moradores de rua. Sob sua liderança, o Hoffnungstaler Siftung abriu uma clínica de tratamento de dependência e ganhou muitos funcionários pietistas diante da escassez de pessoal. Por seu trabalho lá, Holmer recebeu uma medalha de mérito da RDA.

## Abrigo a Erich Honecker
Devido à crescente instabilidade na Alemanha Oriental, o presidente do Conselho de Estado Erich Honecker foi afastado do Partido Socialista Unificado da Alemanha e deposto três semanas antes da queda do Muro de Berlim. Em 5 de dezembro de 1989, o promotor público chefe abriu uma investigação formal, fazendo com que Honecker fosse colocado em prisão domiciliar por um mês. Após ser libertado, Honecker foi forçado a se mudar de sua casa em Wandlitz, com o Volkskammer convertendo-a em um sanatório para deficientes. Embora Honecker tenha passado a maior parte de janeiro de 1990 no hospital para remover um tumor, ele não tinha um lar. Honecker instruiu seu amigo próximo e advogado Wolfgang Vogel a pedir asilo à Igreja Protestante de Berlim-Brandemburgo, pois outros lugares corriam o risco de exposição à violência da multidão. Depois que o pedido de moradia de Honecker foi negado pelo estado quatro vezes, o bispo Gottfried Forck concordou em enviar Erich e Margot para Lobetal.
Do final de janeiro a abril de 1990, Uwe Holmer e sua esposa Sigrid abrigaram Honecker e sua esposa, Margot. Durante esse tempo, a casa de Holmer foi inundada por jornalistas e manifestantes. No entanto, Holmer acreditava que abrigar os Honecker era moralmente correto e via isso como um ato de perdão. Depois que Honecker saiu da casa de Holmer, Holmer manteve correspondência com Honecker, com Erich e Margot Honecker enviando cartões de Natal para Holmer todos os anos até a morte de Margot em 2016. Dez anos após a morte de Erich Honecker, Holmer fez campanha para transferir seus restos mortais de uma urna no parapeito da janela de Margot Honecker no Chile para um túmulo em Friedrichsfelde, Alemanha.

## Vida posterior e morte
Depois que a primeira esposa de Holmer, Sigrid, morreu em 1995, ele se casou com Christine Lander em 1996. Holmer adotou os cinco filhos de Christine de seu primeiro casamento, pois seu marido morreu cedo. Depois que se aposentou, Holmer voltou para Serrahn para trabalhar em uma clínica de reabilitação para viciados. Ele também se juntou ao conselho da Aliança Evangélica Alemã. Holmer denunciou a prática do aborto, declarando que fetos abortados estão "desaparecidos em todos os cantos da sociedade". Ele também criticou a Evangelische Kirche na Alemanha por ser guiada por "extrema crítica da Bíblia". Holmer viajava regularmente para o Cazaquistão e Quirguistão para ensinar em escolas bíblicas. Em 2009, Holmer escreveu uma autobiografia intitulada Der Mann, bei dem Honecker wohnte. Sua história também foi tema do documentário de 2022, Honecker und der Pastor, dirigido por Jan-Josef Liefers. Holmer elogiou o filme, dizendo: "A preocupação daquela época é bem capturada no filme." Holmer morreu em 25 de setembro de 2023 em sua casa em Serrahn.

## Obras selecionadas
- Holmer, Uwe; de Boor, Werner (1976). Die Briefe des Petrus und der Brief des Judas (Wuppertaler Studienbibel) [The Letters of Peter and the Letter of Judas (Wuppertal Study Bible)] (em alemão). Wuppertal: R. Brockhaus Verlag. ISBN 3-417-25063-3
- Holmer, Uwe; Hamm-Brücher, Hildegard; Hildebrandt, Regine (1993). Das geknickte Rohr aufrichten. Christen gegen Gewalt [Straightening the bent pipe. Christians against violence.] (em alemão). Wuppertal: R. Brockhaus Verlag. ISBN 3-417-24127-8
- Holmer, Uwe (2009). Der Mann, bei dem Honecker wohnte [The Man with whom Honecker Lived] (em alemão). Holzgerlingen: Hänssler Verlag. ISBN 978-3-7751-4582-4
- Holmer, Uwe (2021). Zuversicht. Weil Glaube trägt [Confidence. Because Faith Carries.] (em alemão). Dillenburg: Christliche Verlagsgesellschaft. ISBN 978-3-86353-730-2